# مشروع القوة
مشروع القوة (بالإنجليزية: Project Power)‏، هو فيلم أمريكي عن أبطال خارقين لعام 2020 إخراج أرييل شولمان و‌هنري جوست، ومن إنتاج إريك نيومان وبريان أنكيليس، وكتبه ماتسون توملين. من النجوم جيمي فوكس، جوزيف غوردون-ليفيت، ودومينيك فيشباك، إلى جانب ماشين غان كيلي، رودريغو سانتورو، إيمي لانديكر وألين مالدونادو، في الفيلم ثلاثة أدوار رئيسية تاجر مخدرات و‌ضابط شرطة و‌جنديًا سابقًا يتتبعون إيمي لانديكر لوقف توزيع حبة تمنح المستخدم قوة خارقة لمدة خمس دقائق. مفهوم هذا الفيلم «جرعة تعطي الشخص قوة خارقة غير عادية لمدة خمس دقائق» تم نسخه من فيلم خيال علمي باللغة التاميلية الهندية لعام 2016 إيرو موغان من تأليف وإخراج أناند شانكار، لكن لم يقدم فريق نتفليكس أو فريق فيلم بروجيكت باور أيّ توضيح حول هذا الأمر حتى الآن.
تم إصدار الفيلم في 14 أغسطس 2020 عبر نتفليكس. تلقت آراء متباينة من النقاد، الذين أشادوا بأداء الممثلين وتسلسلات الحركة والمرئيات لكنهم انتقدوا السيناريو لعدم الاستفادة الكاملة من فرضيته.

## القصة
في نيو أورلينز في المستقبل القريب، يقدم موزع غامض إمدادًا مجانيًا من «الطاقة» - حبة تمنح قوى خارقة لا يمكن التنبؤ بها لمدة خمس دقائق - لمجموعة من تجار المخدرات، بما في ذلك نيوت.
بعد ستة أسابيع، كادت روبن، ابنة عم نيوت المراهق، التاجر نفسه، أن تتعرض للسرقة من قِبل العملاء الذين يبحثون عن الحبوب. تم إنقاذها من قِبل الضابط فرانك شيفر، أحد المشترين المنتظمين لها. آرت، رجل يبحث عن الموزع «بيجي»، يتعقب نيوت، الذي يموت بعد صراع عندما يتناول جرعة زائدة من حبوب القوة الخارقة. يقوم فرانك بإحباط عملية سطو على بنك من قِبل لص معزز بقوة خارقة، ولكن تم توقيف فرانك لاستخدامه الحبوب. يكشف قائده أن موظفين حكوميين يضغطون عليه لإنهاء أي تحقيق بخصوص الحبوب، ويعطي فرانك صورة للرجل الذي يشتبه في أنه مصدر العقار: آرت.
استطاع آرت باستخدام هاتف نيوت العثور على روبن واختطافها، ثم يجبرها على اصطحابه إلى مخبأ عصابة الحبوب. تم إطلاق النار عليه أثناء القضاء على العديد من الرجال في المخبأ، واكتشف أن مستخدمي حبوب القوة الخارقة في جميع أنحاء نيو أورلينز يخضعون للمراقبة كمواضيع اختبار للعقار. يثق آرت بروبن وهي تعالج جروحه، ويفصح أنه بعد تركه للجيش، تم تجنيده من قبل تيليوس، وهو مقاول دفاع خاص جربه لإنشاء قوة خارقة. أظهرت ابنته تريسي، المولودة بعد التجارب على والدها، قوتها دون تناول الدواء، واختطفها والاس، أحد عملاء تيليوس.
يجد آرت وروبن أن بيجي تستضيف عرضًا توضيحيًا خاصًا لـ حبوب القوة الخارقة لمشتري محتمل بالقرب من سوبردوم، حيث تصل مجموعات كبيرة من عشاق سينتس لمباراة منزلية. يدعي بيجي أن القوة تمثل «التطور التالي للجنس البشري»، مع حبوب القوة الخارقة المستمدة من قدرات الحيوانات، مثل الضدع المشعر أو الحرباء. آرت يستجوب بيجي تحت تهديد السلاح ويفصح عن سفينة جينيسي، لكن فرانك يتدخل، بعد أن تعقب مستخدمين آخرين للبرهنة. يأخذ بيجي جرعة من حبوب القوة الخارقة، مما يجبر روبن وفرانك على الفرار بينما آرت يقتل بيجي في انفجار.
فرانك يعتقل آرت ويخبر قائده، لكن آرت يشرح أن انتشار الحبوب في نيو أورلينز هو اختبار جماعي لتحقيق الاستقرار في الدواء، وأن تريسي هي مصدر صلاحيات الدواء. بعد إقناع فرانك بأن قائده يتلقى بالفعل أوامر من تيليوس، قام آرت عن قصد بتسليم نفسه لتيليوس ونقله إلى متن سفينة جينيسي. يتسلل فرانك وروبن إلى السفينة، ويقنع آرت الحارس بإطلاق سراحه. يقتل فرانك وآرت والاس، بينما تعثر روبن على تريسي وتجمعها مع والدها.
في إطار محاولة الأربعة للفرار، تم القبض على روبن من قِبل الدكتورة غاردنر، رئيسة مشروع الطاقة، التس تطالب بتريسي مقابل حياة روبن. آرت يواجه غاردنر، ويكشف أن الحبوب تمنحه قدرات الروبيان ألفيدي، الذي يستخدمه لقتل غاردنر ورجالها وإنقاذ روبن. استخدام قوته يكلف آرت حياته، لكن تريسي تقوم بإحيائه بقوتها الخاصة، ويهربون جميعًا من السفينة.
ينوي فرانك الكشف عن مشروع الطاقة (حبوب القوة الخارقة) للصحافة، بينما يقرر آرت المضي قدمًا. يعطي روبن شاحنته وحقيبة مليئة بالمال لتغطية الاحتياجات الطبية لأمها، ويطلب منها استخدام العظمة التي بداخلها. يغادر آرت وتريسي أخيرًا أحرار.

## الطاقم
- جيمي فوكس في دور آرت / الرائد؛ أحد الأشخاص الخاضعين للاختبار الأصلي لمشروع الطاقة (حبوب القوة الخارقة)، فهو يمتلك القدرة على إطلاق هواء موجه فائق الحرارة يحترق عند اللمس.
- جوزيف غوردون-ليفيت في دور فرانك شيفر؛ شرطي في قسم شرطة نيو أورلينز. تعمل القوة على تقوية جلده، مما يجعله فعالاً في مقاومة الرصاص.
- دومينيك فيشباك بدور روبن رايلي؛ تاجرة محترفة وذكية في الشارع تطمح إلى أن تصبح فنان راب.
- ماشين غان كيلي في دور نيوت؛ ابن عم روبن وزميله تاجر حبوب القوة الخارقة، يمتلك القدرة على أن يصبح رجل ناري.
- رودريغو سانتورو في دور بيجي؛ أحد صانعي حبوب القوة الخارقة، الذي يمتلك القدرة على الزيادة السريعة في الحجم والقوة.
- محمد تيراغر في دور أليكس.[6]
- إيمي لانديكر في دور جاردنر.
- ألين مالدونادو في دور لاندري.
- كيانا سيمون سيمبسون في دور تريسي؛ ابنة آرت التي تمتلك القدرة على شفاء المواد العضوية، ورثت قوتها من والدها بشكل طبيعي.
- أندرين وارد هاموند في دور إيرين.
- كورتني بي. فانس في دور النقيب كرين؛ ضابط في قسم شرطة نيو أورلينز.
- كايسي نايستات في دور موتو.
- جيم كلوك في دور السيد لوكر.
- لوك هوكس في دور الحارس.
- جانيت نجوين في دور فتاة ديلي.
- روز بيانكو بدور الأم.
- تايت فليتشر في دور والاس؛ موظف في غاردنر يمتلك قوة خارقة.
- يوشي سودارسو في دور نايفبونس؛ أحد أتباع غاردنر الذي يمتلك القدرة على تحويل عظامه إلى أسلحة.

## إنتاج
في أكتوبر 2017، أُعلن أن نتفليكس قد استحوذت على سيناريو ماتسون تولين باور في حرب مزايدة مع العديد من الاستوديوهات الأخرى. الفيلم من إخراج أرييل شولمان و‌هنري جوست الفيلم، مع إنتاج إريك نيومان وبريان أنكيلس. في سبتمبر 2018، انضم جيمي فوكس و‌جوزيف غوردون-ليفيت ودومينيك فيشباك إلى فريق عمل الفيلم الذي لم يكن بعنوان آنذاك. في أكتوبر 2018، انضم كل من رودريغو سانتورو، و‌إيمي لانديكر، وألين مالدونادو، وكيانا سيمون سيمبسون، وأندرين وارد هاموند، و‌ماشين غان كيلي، و‌كايسي نايستات إلى فريق عمل الفيلم. في نوفمبر 2018، انضم جيم كلوك إلى فريق الفيلم. في ديسمبر 2018، انضمت كورتني بي. فانس إلى طاقم الفيلم. في يوليو 2020، أُعلن أن الفيلم سيكون رسميًا بعنوان Project Power.

### التصوير
بدأ التصوير الرئيسي في 8 أكتوبر 2018 وانتهى في 22 ديسمبر 2018. تم التصوير في نيو أورلينز. في 31 أكتوبر 2018، أصيب جوزيف جوردون ليفيت بجروح أثناء تصويره أثناء ركوبه دراجة. حقق الفيلم ميزانية إنتاج إجمالية قدرها 85.1 مليون دولار، مع إنفاق 80.4 مليون دولار في الموقع في لويزيانا.

### الجدل
بعد تحقيق أول مقطع دعائي رسمي لهذا الفيلم بواسطة نتفليكس، انتقده العديد من المعجبين الهنود على وسائل التواصل الاجتماعي لأن مفهوم هذا الفيلم «عقار يمنح شخصًا قوة خارقة غير عادية لمدة خمس دقائق» تم نسخه من فيلم خيال علمي باللغة التاميلية الهندية لعام 2016 إيرو موغان من تأليف وإخراج أناند شانكار. لكن لم يقدم فريق نتفليكس أو فريق فيلم بروجيكت باور أيّ توضيح حول هذا الأمر حتى الآن.

## إصدار
تم إصدار بروجيكت باور بواسطة نتفليكس في 14 أغسطس 2020. كان هذا هو الفيلم الذي تم بثه على المنصة لأول مرة في نهاية الأسبوع.

### الاستقبال والنقد
على مجمّع المراجعة روتن توميتوز، حصل الفيلم على نسبة موافقة تبلغ 60% بناءً على 133 مراجعة، بمتوسط تقييم 5.66 من 10. يقرأ إجماع نقاد الموقع: «على الرغم من أنه يهدر بعضًا من إمكانات فرضيته، إلا أن Project Power هو فيلم إثارة مليء بالمرح والإثارة - ويتميز بتحول نجمي عن دومينيك فيشباك.» حدد ميتاكريتيك للفيلم متوسط موزون 51 من أصل 100، بناءً على 32 ناقدًا، مما يشير إلى «مراجعات مختلطة أو متوسطة».
قال ديفيد روني، الذي كتب لصحيفة هوليوود ريبورتر، إن «ما يجعل Project Power مسلي هو مزيجها الذكي من المكونات المألوفة في بيئة حقيقية من العالم تمنحها نكهة جديدة.» كيت اربلاند من إنديفير أعطى الفيلم "C +"، وقال إن «يتصارع Project Power مع سلسلة من القضايا الأخلاقية الشائكة ولكن يشارك أبدا بشكل كامل معهم. هناك ضربات واسعة النطاق حول تأثير إعصار كاترينا على سكان نيو أورلينز، واستكشاف دقيق للآثار الإجرامية لشرطي ليس فقط باستخدام المخدرات، ولكن شرائه من تاجر مراهق.»